# Taizé (Deux-Sèvres)
Taizé è un comune francese di 792 abitanti situato nel dipartimento delle Deux-Sèvres, nella regione della Nuova Aquitania, vicino alla città di Thouars. Si trova alla confluenza dei fiumi Thouet e Thouaret; di economia prevalentemente rurale, è conosciuto per la sua produzione di meloni.
Il comune di Taizé è membro del consorzio amministrativo Communauté de communes du Thouarsais, parte del Pays Thouarsais.

## Società

### Evoluzione demografica
Abitanti censiti